# Buschkuckuck
Der Buschkuckuck (Cacomantis variolosus) gehört zur Ordnung der Kuckucksvögel (Cuculiformes) und zur Familie der Kuckucke (Cuculidae). Wie zahlreiche Arten der Kuckucksvögel ist der Buschkuckuck ein obligatorischer Brutschmarotzer. Wie für die Gattung Cacomantis charakteristisch, ist der Buschkuckuck eine ausgesprochen kleine Kuckucksart.
Das Verbreitungsgebiet des Buschkuckucks ist sehr groß. Sein Brutgebiet erstreckt sich über Australien und der Wallacea bis nach Südostasien. Die nördlichsten Verbreitungsgebiete liegen in Thailand und Myanmar. Es werden zehn Unterarten beschrieben und bei den Weibchen außerdem zwei Farbmorphen unterschieden.
Die IUCN stuft die Art als nicht gefährdet (least concern) ein.

## Merkmale

### Körpermaße und Körperbau
Der Buschkuckuck erreicht eine Körperlänge von 20 bis 23 Zentimeter. ER ist etwas kleiner als der Fächerschwanzkuckuck, dem er ansonsten in seinem Körperbau gleicht. Insgesamt wirkt der Buschkuckuck auf Grund des im Verhältnis zur Körpergröße kürzeren und weniger stark gerundetem Schwanz etwas kompakter als diese Art.
Von der Körperlänge entfallen bei den Männchen durchschnittlich 11,5 Zentimeter auf das Schwanzgefieder. Bei den Weibchen ist das Schwanzgefieder etwas kürzer und misst durchschnittlich 10,6 Zentimeter. Die Flügel sind bei den Männchen durchschnittlich 13,5 Zentimeter lang. Die der Weibchen messen zwischen 12,8 und 13,2 Zentimeter. Der Schnabel ist durchschnittlich 2,2 Zentimeter lang. Sie wiegen zwischen 28 und 49 Gramm.
Die Iris ist dunkel rotbraun bis schwarzbraun mit einem etwas helleren Außenring. Der Orbitalring ist cremefarben, blassgelb, blaugrau oder Grau. Der Schnabel ist grauschwarz, schwarz oder dunkelbraun. Die Schnabelbasis des Unterschnabels ist hellbraun bis mattgelb. Das Schnabelinnere ist orange bis rot. Die Beine und Füße sind rötlich orange, rotbraun, grüngelb bis olivfarben.

### Männchen

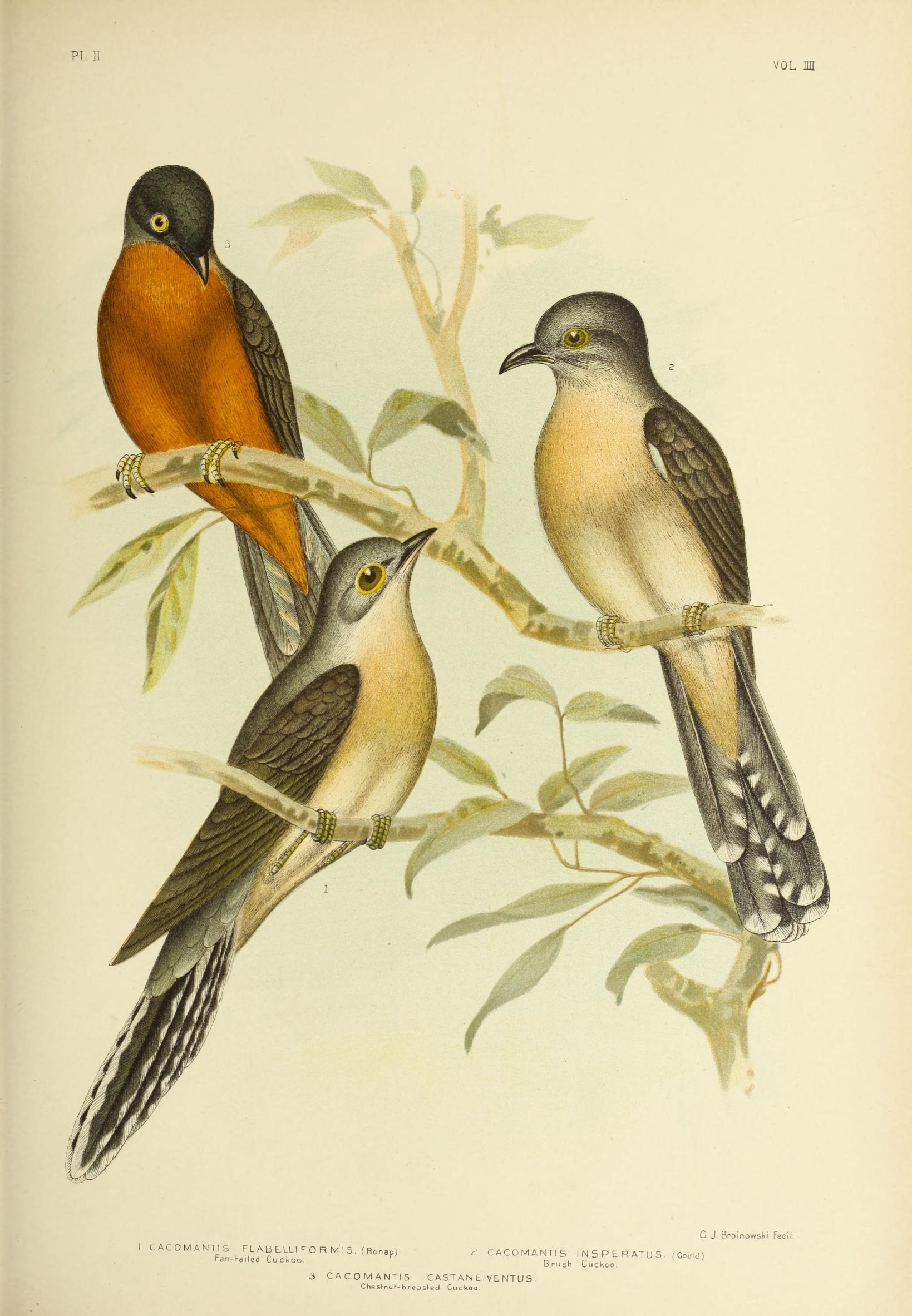
Die vorderen zwei Vögel sind Buschkuckucks, bei dem Kuckuck im Hintergrund links handelt es sich um einen Rostbauchkuckuck

Beim Männchen sind der Scheitel und der Nacken grau, die Kopfseiten sind gleichfalls grau mit einem etwas helleren Überaugenstreif. Die übrige Körperoberseite ist graubraun mit einem leichten grünlichen Schimmer. Bei Vögeln mit einem abgetragenen Gefieder ist die Körperoberseite etwas bräunlicher. Die äußeren Oberschwanzdecken haben individuell unterschiedlich breite weiße Außensäume. Die Flügel sind graubraun mit einem leichten bronzefarbenen Schimmer. Die Schwungfeder sind bis auf die äußersten zwei auf der Unterseite dunkelgrau mit einer auffälligen weißen Federbasis. Diese bilden die für die Gattung charakteristischen weißen Streifen auf der Flügelunterseite.
Auf der vorderen Körperunterseite sind die Männchen grau. Dieser Grauton ist am hellsten am Kinn und auf der Kehle. Am Bauch, den hinteren Flanken und den Unterschwanzdecken geht dieses Grau allmählich in ein hellbraun bis rotbraun über. Einige wenige Individuen sind auf der Körperunterseite außerdem grau gesprenkelt.
Der gestufte Schwanz ist auf der Oberseite schwarzbraun mit einem breiten schwarzen Endband und weißen Spitzen. Auf der Unterseite ist der Schwanz glänzend grau mit weißen Spitzen und einer weißen Querbänderung auf den Innenfahnen.

### Weibchen
Bei den Weibchen werden eine gestreifte und eine ungestreifte Farbmorphe unterschieden.
Die ungestreifte Farbmorphe ist von den Männchen kaum zu unterscheiden, aber insgesamt etwas heller und mit einem Gefieder, das geringfügig bräunlicher ist. Die Körperunterseite ist bei ihnen häufig leicht grau gesprenkelt.
Die gestreifte Farbmorphe hat entweder einen ungestreiften oder einen quergebänderten graubraunen Kopf, Nacken, Hinterhals und Körperoberseite. Die Querbänderung ist graubraun mit bräunlich bis blass bräunlichen Flecken. Die Körperunterseite ist weißlich mit einer auffälligen dunkel graubraunen Querbänderung. Das Brustgefieder ist außerdem häufig rotbräunlich überwaschen.

### Jungvögel
Jungvögel unterscheiden sich deutlich von den adulten Buschkuckucken. Sie sind sowohl auf der Körperoberseite als auch auf der -unterseite kräftig quergebändert und getupft. Das Schwanzgefieder ist auf der Oberseite außerdem hell und rotbraun gefleckt.
Der Scheitel und der hintere Nacken sind schwarzbraun mit breiten Stricheln und großen Tupfen, die hellbraun bis rotbraun in der Farbe sind. Das Kinn, die Kehle und der vordere Hals sind cremefarben mit schwarzbraunen Stricheln und Flecken. Die übrige Körperoberseite ist schwarzbraun mit auffälligen braunen bis dunkel rotbraunen Querbändern, die auf dem Bürzel und den Oberschwanzdecken etwas feiner sind. Die Flügel sind auf der Oberseite ebenfalls schwarzbraun mit hellbraunen bis rotbraunen Querbändern. Die Brust ist cremefarben bis hellbräunlich. Die übrige Körperunterseite ist weißlich mit zunächst breiten, schwarzbraunen Querbändern und Fleckens und einer feineren Querbänderung auf dem Bauch und den Unterschwanzdecken.
Der Schnabel ist bei den Jungvögeln überwiegend grauschwarz, wobei der Unterschnabel und die Basis des Oberschnabels noch bräunlich gelb bis schmutzig rosa gefärbt sein kann. Das Schnabelinnere ist gelb. Die Iris ist olivfarben. Der Orbitalring ist im Vergleich zu den adulten Vögeln schmäler und dunkelgrün. Die Beine sind grünlich grau.

## Verbreitung
Der Buschkuckuck kommt in Australasien und Südostasien vor. Das Verbreitungsgebiet in Australien verläuft in einem breiten Streifen entlang der Küste vom Südosten des australischen Kontinents bis in den Nordwesten. Die Art kommt außerdem auf Neuguinea und zahlreichen kleinen Inseln der Wallacea vor. Die überwiegende Zahl der Unterarten sind Standvögel, lediglich die Nominatform ist ein Teilzieher.
Es werden in dem großen Verbreitungsgebiet die folgenden Unterarten unterschieden:
- Cacomantis variolosus sepulcralis (Müller, S, 1843): Vorkommen im Süden von Thailand und Myanmar sowie auf der malaiischen Halbinsel. Das Verbreitungsgebiet erstreckt sich weiter über Sumatra, Borneo, Java, Bali und den Philippinen bis zu den Kleinen Sundainseln.
- C. v. everetti E. J. O. Hartert, 1925: Südwesten der Philippinen (Basilan und Sulu-Archipel)
- C. v. virescens (Brüggemann, 1876): Das Verbreitungsgebiet umfasst Sulawesi, Peleng, Butung und Tukang Besi. Die Unterart kommt vermutlich auch auf den Sula-Inseln vor.
- C. v. infaustus Cabanis & Heine, 1863: Norden und Osten der Molukken (Morotai, Ternate, Tidore, Halmahera, Bacan, Seram Laut, Watubela, Kai Insel und vermutlich auch Obi), New Guinea sowie Inseln, die der Nord- und Ostküste von Neuguinea vorgelagert sind.
- C. v. oreophilus E. J. O. Hartert, 1925 – Hochland im Osten und Süden von Neuguinea.
- C. v. blandus Rothschild & E. J. O. Hartert, 1914: Das Verbreitungsgebiet dieser Unterart ist auf die Admiralitätsinseln begrenzt.
- C. v. macrocercus Stresemann, 1921: Das Verbreitungsgebiet umfasst den Bismarck-Archipel. Die Unterart fehlt nur auf Lavongai und den Tabar-Inseln.
- C. v. websteri E. J. O. Hartert, 1898: Das Verbreitungsgebiet beschränkt sich auf Lavongai
- C. v. addendus Rothschild & E. J. O. Hartert, 1901: Das Verbreitungsgebiet dieser Unterart sind die Salomonen-Inseln.
- C. v. variolosus (Vigors & Horsfield, 1827): Norden und Osten Australiens. Das Verbreitungsgebiet reicht in einem breiten Streifen entlang der Küste vom Südwesten Kimberleys bis zum Bundesstaat Victoria.[7] Die Unterart überwintert in einem Gebiet, das sich vom Norden Australiens über Neuguinea bis zu den kleinen Sundainseln erstreckt.

Es liegen bislang nur wenige Daten aus Vogelbedingungen vor: Zwischen 1953 und 1996 wurden in Australien und Neuguinea insgesamt 137 Buschkuckucke beringt und davon 6 wieder eingefangen. Von diesen 6 Individuen wurde alle weniger als 10 Kilometer vom ursprünglichen Bedingungsort erneut gefangen. Diese wenigen Daten deuten auf eine Ortstreue.

## Lebensraum
In Australien besiedelt der Buschkuckuck die Ränder dichter Monsunregenwälder, Galeriewälder, Mangroven, Buschland mit Kletterpflanzen, Acacia- und Myrtenheiden-Wälder. Er kommt jedoch auch in trockener Regionen vor, wenn diese locker baumbestanden sind und ist sogar in Gärten zu sichten. In Nordaustralien nutzt er saisonal unterschiedliche Lebensräume. In der Trockenzeit ist er in Mangroven und Monsunregenwäldern anzutreffen. Während der Regenzeit ist er dagegen überwiegend in lichten Waldgebieten anzutreffen.
Neben Primärwald siedelt er auch Sekundärwald, Buschland, Kasuarinen-Haine. Die Höhenverbreitung reicht bis in Höhenlagen von 1800 Metern. Auf Neuguinea und den Salomoneninseln hält er sich jedoch unterhalb von 1200 Höhenmetern auf. Grasland wird von ihm auch dann nur selten besiedelt, wenn dieses noch Baumreste aufweist.

## Lebensweise
Die Lebensweise des Buschkuckucks ist bislang nicht abschließend untersucht. Außerhalb der Brutzeit leben sie überwiegend einzelgängerisch, sind gelegentlich aber auch in kleinen Trupps vergesellschaftet. Buschkuckucke sitzen häufig über längere Zeit reglos im Geäst. Auffallend ist dabei ihre aufrechte Körperhaltung. Ihre Warten beziehen sie gewöhnlich in Baumkronen, wo sie nur schwierig auszumachen oder eindeutig zu identifizieren sind.
Die Nahrung besteht überwiegend aus behaarten Raupen, daneben fressen sie aber auch andere Insekten wie Libellen, Grashüpfer, Käfer, Wespen, Spinnen, Schnecken sowie Früchte und Grassamen.

## Fortpflanzung

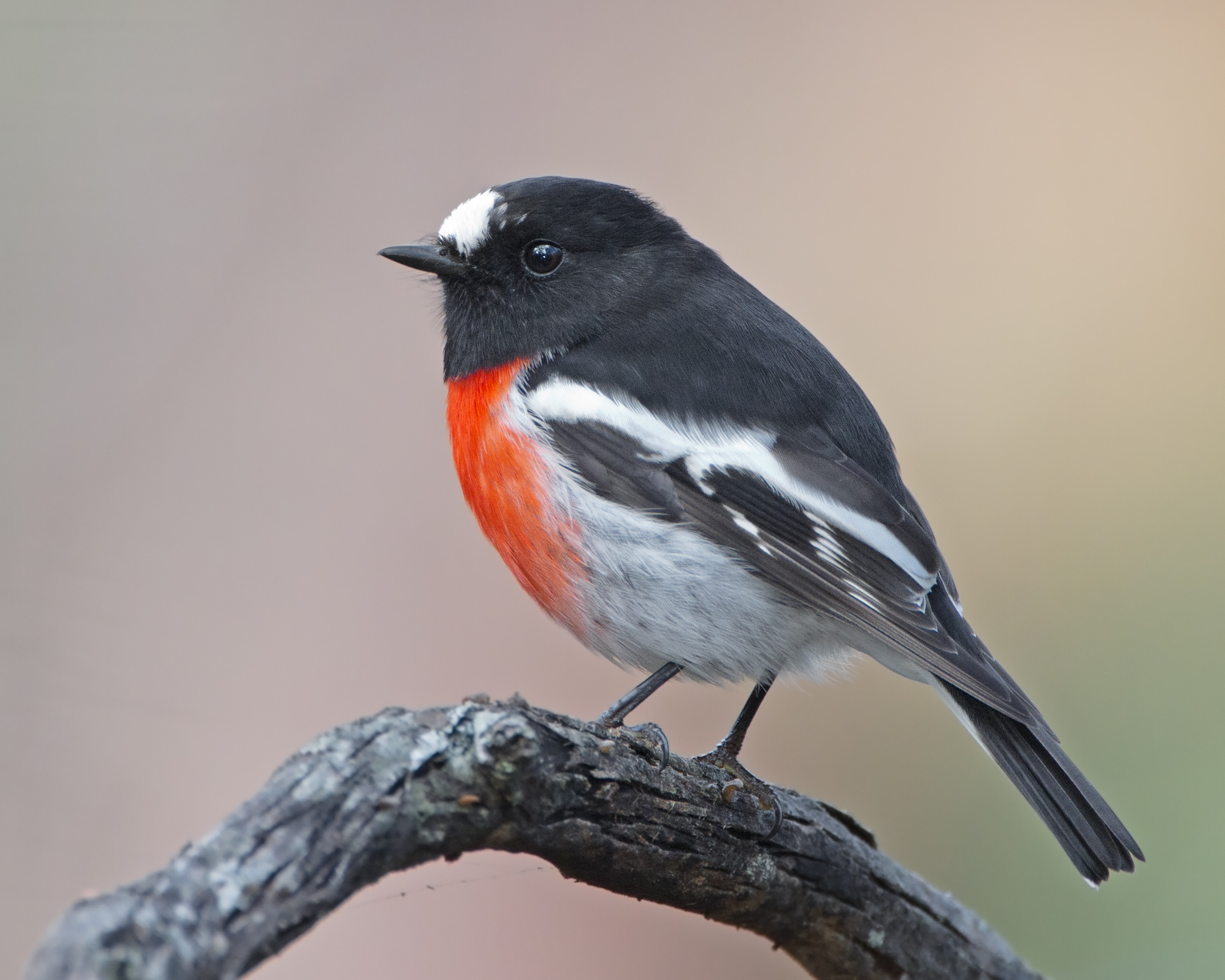
Der Scharlachschnäpper ist eine der Wirtsvogelarten des Buschkuckucks

Es liegen bislang nur wenige Beobachtungen zum Balzverhalten des Buschkuckucks vor. Das Männchen ruft unmittelbar nach seiner Ankunft im Brutgebiet sehr laut und häufig. Nach jetzigem Erkenntnisstand fliegt das Männchen dem Weibchen nach. Gegenüber anderen Männchen zeigen sie ein antagonistisches Verhalten.
Der Buschkuckuck ist ein obligatorischer Brutschmarotzer, das heißt, das Weibchen legt jeweils ein Ei in das Nest einer Wirtsvogelart ab und ist nicht an der Aufzucht des Jungvogels beteiligt. Es wurden auch vereinzelt Nestern mit zwei oder drei Eiern des Buschkuckucks gefunden, dabei handelt es sich aber mit Sicherheit um die Eiablagen verschiedener Weibchen. Nach jetziger Erkenntnis erfolgt die Eiablage vor oder nach der ersten Eiablage durch den Wirtsvogel. Scheitert die Brut des Wirtsvogels und legt dieser ein Nachgelege, wird diese erneut vom Buschkuckuck parasitiert.
Zu den Wirtsvogelarten gehören in Australien etwa zu einem Drittel Arten der Familie der Honigfresser, daneben spielen aber auch Fächerschwänze wie beispielsweise den Neuseelandfächerschwanz oder Arten aus der Familie der Schnäpper wie beispielsweise Rotstirn-Schnäpper oder Scharlachschnäpper. In Australien sind mindestens 38 Wirtsvogelarten des Buschkuckucks belegt. Die meisten Wirtsvogelarten haben offene Schalennester.
Die Brutzeit ist wie für viele Kuckucksarten kurz. Sie wird auf 12 Tage geschätzt. Die Kuckucksnestlinge schlüpfen nackt und blind. Noch während ihrer ersten 30 Lebensstunden entfernen sie aus ihrem Wirtsnest die dort noch gegebenenfalls befindlichen Eier der Wirtsvogelart sowie eventuell vorhandene Nestgeschwister. Sie sind nach etwa 17 Tage flügge und wurden noch einen Monat nach dem Ausfliegen dabei beobachtet, wie sie ihre Wirtseltern um Futter anbettelten.

## Trivia
Zu dem Rufrepertoire des Buschkuckucks gehört ein dreisilbiger Ruf, der in Australien mit Where's-the-tea umschrieben wird.

## Einzelbelege
1. 1 2  Higgins (Hrsg.): Handbook of Australian, New Zealand & Antarctic Birds: Volume 4 Parrots to Dollarbird. S. 677.
2. 1 2   Handbook of the Birds of the World zum Buschkuckuck, aufgerufen am 26. November 2017
3. 1 2   Erhitzøe, Mann, Brammer, Fuller: Cuckoos of the World. S. 404.
4. ↑   Erhitzøe, Mann, Brammer, Fuller: Cuckoos of the World. S. 405.
5. 1 2 3 4  Higgins (Hrsg.): Handbook of Australian, New Zealand & Antarctic Birds: Volume 4 Parrots to Dollarbird. S. 678.
6. 1 2 3 4 5 6   Erhitzøe, Mann, Brammer, Fuller: Cuckoos of the World. S. 406.
7. 1 2  Higgins (Hrsg.): Handbook of Australian, New Zealand & Antarctic Birds: Volume 4 Parrots to Dollarbird. S. 679.
8. 1 2  Higgins (Hrsg.): Handbook of Australian, New Zealand & Antarctic Birds: Volume 4 Parrots to Dollarbird. S. 681.
9. 1 2 3  Higgins (Hrsg.): Handbook of Australian, New Zealand & Antarctic Birds: Volume 4 Parrots to Dollarbird. S. 682.